# 빈러이현
빈러이현(베트남어: Huyện Vĩnh Lợi / 縣永利)은 베트남 메콩강 삼각주 박리에우성의 현이다.

## 행정 구역
빈러이현은 1개의 시진과 7개의 사를 관할하고 있다.

### 시진
- 쩌우흥 시진 (Thị trấn Châu Hưng, 周興市鎭)

### 사
- 쩌우흥 사 (Xã Châu Hưng A, 周興A社)
- 쩌우트이 사 (Xã Châu Thới, 周泰社)
- 흥호이 사 (Xã Hưng Hội, 興會社)
- 흥타인 사 (Xã Hưng Thành, 興城社)
- 롱타인 사 (Xã Long Thạnh, 隆盛社)
- 빈흥 사 (Xã Vĩnh Hưng, 永興社)
- 빈흥A 사 (Xã Vĩnh Hưng A, 永興A社)